# Luiz Armando Bagolin
Luiz Armando Bagolin é filósofo,  docente e  pesquisador do Instituto de Estudos Brasileiros da Universidade de São Paulo (IEB) Foi diretor da Biblioteca Mário de Andrade em São Paulo, de 2013 a 2016, e responsável pela criação e abertura da primeira biblioteca 24 horas/7 dias por semana da América Latina. Foi curador do Prêmio Jabuti, de 2017 a 2018 (2 edições). É pesquisador e curador de Artes Visuais.

## Biografia
Formado em Artes plásticas pela Universidade de São Paulo, Luiz Armando Bagolin, concluiu mestrado em filosofia em 1999 pela Faculdade de Filosofia, Letras e Ciência Humanas da Universidade de São Paulo (FFLCH/USP).Sua pesquisa em torno de Lorenzo Ghiberti, escultor italiano renascentista, resultou a publicação do livro Primeiro Comentário de Lorenzo Ghiberti: tradução, apresentação e notas. 1. ed. São Paulo: Departamento de Filosofia da USP, 2000. v. 1.
Em 2005 concluiu o doutorado em Filosofia pela Faculdade de Filosofia, Letras e Ciências Humanas, (FFLCH/USP) com a tese Dos Comentários de Lorenzo Ghiberti: tradução e análise.Especializou-se sobre os gêneros e doutrinas escritas dos séculos XII ao XVI e sobre história dos livros e das edições. A sua pesquisa atual versa sobre artes, filosofia e política do primeiro Renascimento, com ênfase sobre os escritos de Maquiavel.
Em 2013 foi nomeado diretor num acordo entre Prefeitura e USP para elaborar um diagnóstico e um plano de modernização da biblioteca, que passou por uma grande reforma em 2008. Como diretor da Biblioteca Mário de Andrade, assumiu a responsabilidade de mudar o conceito de utilização da biblioteca, entendendo o espaço não somente como uma sala de leitura com foco no empréstimo de livros, mas sim como um espaço que oferece uma série de serviços para a população relacionados às artes, música, cinema e teatro, debates sobre democracia e sociedade, incorporando novas tecnologias de informação.
No ano de 2016 deu início ao projeto Biblioteca 24 horas, 7 dias por semana, a primeira na América Latina, oferecendo atividades como shows, cinema, exposições, debates, wi-fi livre, além do serviço de autoatendimento, onde o usuário pode emprestar e devolver livros com total autonomia.
Durante toda a sua gestão enfrentou grandes desafios como a divulgação de furtos de obras raras nas dependências da biblioteca, a higienização e a reorganização física do acervo. Em relação aos furtos, conseguiu durante sua gestão recuperar e reintegrar ao acervo da Biblioteca Mário de Andrade o álbum Jazz de Henri Matisse, furtado por volta de 2006. De 2013 a 2016, conseguiu estabelecer contatos e acordos bilaterais com importantes bibliotecas na América Latina, tais como Fundação Biblioteca Nacional do Rio de Janeiro, Biblioteca Nacional de Buenos Aires, Biblioteca Nacional de Montevidéu, Biblioteca Nacional de Cuba Jose Martí, além de instituições como a Associação Nacional de Bibliotecas do Canadá e a BNF (Biblioteca Nacional da França). É professor do Instituto de Estudos Brasileiros da USP e do Programa de Pós Graduação em História Social da FFLCH/USP.  Foi curador do Prêmio Jabuti das 59a. e 60a. edições (2017 e 2018). Reside em São Paulo, Brasil.

## Histórico acadêmico
- 1990 - Graduação em Artes Plásticas
- 1999 - Mestrado em Filosofia
- 2002 - Professor Titular Fundação Armando Alvares Penteado (FAAP)
- 2005 - Doutorado em Filosofia
- 1998 - Professor Titular da Pontifícia Universidade Católica de Minas Gerais (PUC/MG)
- 2008 - Membro da comissão editorial da Revista do Instituto de Estudos Brasileiros/USP
- 2008 - Professor Titular do Instituto de Estudos Brasileiros (IEB/USP)
- 2009 - Membro suplente do Conselho deliberativo do CPC_USP (Centro de Preservação Cultural da Universidade de São Paulo)
- 2012 - Professor Convidado da Faculdade de Filosofia, Letras e Ciências Humanas (FFLCH/USP)
- 2013 - Diretor da Biblioteca Mário de Andrade
- 2017 - Curador do Prêmio Jabuti/SP
- 2018 - Assessor Parlamentar Senado Federal (Comissão de Assuntos Sociais - CAS)

## Livros publicados/organizados ou edições
- BAGOLIN, L. A. DIAZ, A. ; CASARES, M. ;  Torres - García: el nino aprende jugando. 1. ed. São Paulo: BMA Edições, 2015. v. 1'
- BAGOLIN, L. A.; João Luiz Musa . Lugares de Aleijadinho. 1. ed. São Paulo: Attar Editorial, 2014. v. 1. 144p .
- BAGOLIN, L. A. Mayra Laudanna ; Mariana Quito - Portugal- África -Brasil/Uma Trajetória Artística. 1. ed. São Paulo: EDUSP, 2013. v. 1. 128p .
- BAGOLIN, L. A. Adma Muhana; Mayra Laudanna. Retórica. 1. ed. São Paulo: Annablume, 2012. v. 1. 240p .
- BAGOLIN, L. A. João Luiz Musa ; . Vila Prudente. 1. ed. São Paulo: Narval, 2012. v. 1. 156p .
- BAGOLIN, L. A.João Luiz Musa ;  . 24 x 36. 1. ed. São Paulo: Narval, 2012. v. 1. 48p .
- BAGOLIN, L. A.; Antonio Hélio Cabral ; Kossovitch, L. ; João Luiz Musa . 10/3=3/Cabral. 1. ed. São Paulo: Edusp, 2012. v. 1.
- BAGOLIN, L. A. ROCHA, R. M. ; COSTA, H. A Poética Fotográfica de Paul Strand. 1. ed.. São Paulo: Edusp, 2012. v. 1. 320p .
- BAGOLIN, L. A. MARINGELLI, F. J. . Francisco Maringelli. 1. ed. São Paulo: EDUSP, 2011. v. 1. 216p .
- BAGOLIN, L. A.; João Luiz Musa . Depois do Inverno - João Luiz Musa. 1. ed. São Paulo: edusp, 2010. v. 1. 156p .
- BAGOLIN, L. A. Evandro Carlos Jardim ; Antonio Maluf; Pietro Maria Bardi. A noite no quarto de cima, o Cruzeiro do Sul, lat. sul 23o 32' 36", lon. w. gr. 46o 37' 59", gravuras e objetos de Evandro Carlos Jardim, Masp, outubro/novembro de 1973. 1. ed. São Paulo: Imprensa Oficial, 2010. v. 1. 24p.
- BAGOLIN, L. A. FAILLACE, V. L. M. O Livro deHoras de Dom Fernando. 1. ed. São Paulo: Imprensa Oficial, 2009. v. 2. 88p .
- BAGOLIN, L. A. Primeiro Comentário de Lorenzo Ghiberti: tradução, apresentação e notas. 1. ed. São Paulo: Departamento de Filosofia da USP, 2000. v. 1. 117p .
- BAGOLIN, L. A. Arte e Artistas Plásticos no Brasil 2000. 1. ed. São Paulo: Metalivros, 2000. v. 1. 228p .

## Produção artística/cultural
- BAGOLIN, L. A.; MARINGELLI, F. J. . Francisco Maringelli Percurso Gráfico. 2012. Gravura
- BAGOLIN, L. A.;Claudio Caropreso. Palavras são iguais sendo diferentes. 2012. Gravura.
- BAGOLIN, L. A.;João Luiz Musa; BRITO, L. . 24 x 36. 2012. Fotografia.
- BAGOLIN, L. A.; MARINGELLI, F. J. . Um pouco do retrato de todos nós. 2012. Diversas.
- BAGOLIN, L. A.; João Luiz Musa; BRITO, L. . 24 x36. 2012. Fotografia.
- BAGOLIN, L. A.; MARINGELLI, F. J. . Francisco Maringelli Percurso Gráfico. 2012. Gravura.
- BAGOLIN, L. A.; MARINGELLI, F. J. . um pouco do retrato de todos nós. 2012. Gravura.
- BAGOLIN, L. A.;Claudio Caropreso. palavras são iguais sendo diferentes. 2012. Gravura.
- BAGOLIN, L. A.; MARINGELLI, F. J. ; Márcio Pannuzio . Incisos. 2011. Gravura.
- BAGOLIN, L. A.; Claudio Caropreso. Caropreso procura-se!. 2011. Gravura.
- BAGOLIN, L. A.;Claudio Caropreso. Caropreso procura-se!. 2011. Gravura
- BAGOLIN, L. A. MARINGELLI, F. J. . No Olho da Rua. 2010. Gravura.
- BAGOLIN, L. A.;Antonio Hélio Cabral. Cabral, pinturas, desenhos, gravuras. 2010. Pintura
- BAGOLIN, L. A.; evandro carlos jardim . a noite, no quarto de cima.... 2010. Diversas.
- BAGOLIN, L. A.. no olho da rua. 2010. Gravura.